# 羅茲索胡瓦塔河 (索博克河支流)
羅茲索胡瓦塔河（烏克蘭語：Розсохувата），是烏克蘭西南部的河流，屬於索博克河的右支流。該河流經文尼察州的文尼察區，河道全長15公里，流域面積66.5平方公里。